# Scooby-Doo! Mystery Incorporated
Scooby-Doo! Mystery Incorporated (também conhecida como Scooby-Doo! Mystery, Inc) é uma série de animação estadunidense, sendo a décima primeira encarnação da franquia animada de sucesso Scooby-Doo, criada pela Hanna-Barbera, sendo a primeira encarnação à não ser exibida no tradicional sábado de manhã. A série é produzida pela Warner Bros. Animation e exibida pelo Cartoon Network, tendo estreado nos Estados Unidos no dia 5 de abril de 2010. A série foi realizada até 5 de abril de 2013, com duas temporadas e cinquenta e dois episódios — um total de vinte e seis episódios por temporada.
Scooby-Doo! Mystery Incorporated retorna para os primeiros dias da turma do Scooby-Doo, quando eles ainda resolvem mistérios em sua cidade natal, fazendo muitas referências a versões anteriores da franquia; entre eles, muitos casos e criaturas a partir do original Scooby-Doo, Where Are You!.
Episódio por episódio, a série tem uma abordagem aos clássicos elementos da série, com a tecnologia cada vez mais moderna e as habilidades e os cenários tornando-se a história de cada vilão. Contrastando com isso, no entanto, são implementados dois elementos que nunca foram usados em uma série da franquia Scooby-Doo antes: o drama do relacionamento entre os personagens e um formato contínuo de histórias cujos enredos têm bases escuras tratadas com seriedade quase totalmente.
A série elabora uma extensa homenagem ao gênero horror com base em obras de cinema, televisão e literatura, como: A Nightmare on Elm Street, Saw, Twin Peaks e as obras de H. P. Lovecraft. Em particular, na segunda temporada, o arco central da história evolui para o uso pesado da mitologia babilônica, explorando Anunnaki, dos conceitos pseudocientíficos da colisão com Nibiru e do escritorZecharia Sitchin. Outros personagens da Hanna-Barbera, ocasionalmente, servem de atração especial, incluindo Capitão Caverna, Tutubarão, Speed Buggy, Fantasminha Legal, Falcão Azul, Bionicão e muitos outros.
Como foi o caso com as três parcelas anteriores da franquia, Scooby-Doo: Mistério S/A redesenha os personagens principais, desta vez em um look retrô que os devolve a seus trajes originais de 1969, com algumas pequenas mudanças (como Velma agora usando arcos em seu cabelo). A série também é a estreia de Matthew Lillard dublando a voz de Salsicha Rogers, depois que ele interpretou o personagem em dois filmes live-action — Scooby-Doo (2002) e Scooby-Doo 2: Monsters Unleashed (2004). Casey Kasem, a voz original do personagem, agora dubla o pai do mesmo.
Em Portugal, a primeira temporada da série foi transmitida na RTP2 e a segunda temporada foi transmitida no Cartoon Network. Em 26 de abril de 2018, começou a ser exibida no Boomerang durante a madrugada.

## Sinopse

### 1.ª temporada
Fred Jones Jr., Daphne Blake, Velma Dinkley e Norville "Salsicha" Rogers são um time de adolescentes solucionadores de mistérios que vivem com seu cão Scooby-Doo na pequena cidade de Baía Cristal, o autoproclamado "lugar mais aterrorizado da Terra". As aparições de fantasmas e monstros na cidade formam a base para a sua próspera indústria turística e, como tal, os adultos da cidade (o principal deles sendo o Prefeito Jones, o pai de Fred) não estão felizes com os jovens resolvendo todos os acontecimentos sobrenaturais.
Além dos casos tradicionais que sempre resolve, a equipe encontra-se empurrada para a descoberta de um segredo obscuro que se esconde no passado de Baía Cristal. Seguindo pistas enigmáticas mandadas por um homem conhecido como Sr. E, os adolescentes descobrem a lenda de um amaldiçoado tesouro, a história secreta da fundação de Baía Cristal e o desaparecimento sem solução de quatro jovens e seu animal de estimação que formavam a Mistério S/A original. Apesar dos mistérios, no entanto, estão os envolvimentos românticos puxando as crianças para além: Salsicha encontra-se incapaz de colocar o seu novo romance com Velma à frente de sua amizade de longa data com Scooby-Doo, enquanto Daphne faz de tudo para que Fred note-a, sendo que este é obcecado por armadilhas — mas ele também se esforça para perceber que tem sentimentos por Daphne.  
Anjinha Dinamite revela que seu verdadeiro nome é Cassidy Williams, uma integrante da Mistério S.A original. Também é revelado que o Feio de Baía Cristal é o Prefeito Jones, que tentou pegar os pedaços do Disco Planisférico. Ele revela que não é o verdadeiro pai de Fred, que veio a Baía Cristal quando soube do tesouro amaldiçoado e que Judy Reeves e Brad Chiles são os verdadeiros pais de Fred.

### 2.ª temporada
O retorno da Mistério S/A original para Baía Cristal começa uma corrida entre os dois grupos para localizar as peças do Disco Planisférico, que apontará o caminho para o tesouro amaldiçoado por baixo da cidade. Com as peças reunidas, fica evidente que esses dois grupos não são os únicos solucionadores de mistérios que viveram em Baía Cristal: existiram muitos times semelhantes, sempre compostos por quatro pessoas e um animal, e o segredo por trás de sua secular ligação revelará a verdade por trás da maldição de Baía Cristal. O destino de ambos, a amizade do grupo e todos da própria realidade estão na balança, enquanto as forças extra-dimensionais se reúnem em preparação e a era de Nibiru se aproxima. Depois dos eventos do último episódio da série, a Mistério S/A decide desvendar mistérios e capturar monstros que são pessoas disfarçadas tanto na Baía Cristal quanto em vários lugares do mundo em Be Cool, Scooby-Doo! e Salsicha e Scooby-Doo ficam mais cômicos do que em O Que Há de Novo, Scooby-Doo?

## Episódios
A primeira temporada de Scooby-Doo! Mystery Incorporated ocorreu por vinte e seis episódios entre 2010 e 2011, com uma parada desconhecida para a exibição dos episódios após treze episódios. O primeiro episódio da temporada estreou como um sneak peek em 5 de abril de 2010 e foi re-exibido em 12 de julho de 2010 no Cartoon Network, juntamente com os próximos doze episódios nos Estados Unidos. A série continuou no ar no Teletoon do Canadá depois de treze episódios. Os treze episódios restantes, apelidado como uma segunda temporada pelo Cartoon Network, começou a ser exibida em 3 de maio de 2011 até 26 de julho de 2011.
Durante o hiato, o primeiro episódio da segunda temporada estreou 30 de março de 2012 no Cartoon Network e foi ao ar no Boomerang do Reino Unido em 2 de junho de 2012, com mais quatro episódios de sua estreia até 6 de junho de 2012. O site oficial da Warner Bros anunciou que a segunda temporada iria começar a ser exibida no Cartoon Network em maio de 2012, mas foi adiada para 30 de julho de 2012 nos Estados Unidos. Os primeiros quinze episódios foram ao ar durante a semana, depois de 30 de julho de 2012, até 17 de agosto de 2012. O show foi em outro hiato, até 25 de março de 2013, quando os restantes episódios da segunda temporada entrou no ar nos Estados Unidos e concluiu em 5 de abril de 2013. Cada episódio da série é chamado de "capítulo" em linha comparando com a história global do show.

## Vozes

### Elenco principal
- Frank Welker como Scooby-Doo, Fred.
- Matthew Lillard como Salsicha.
- Grey DeLisle como Daphne.
- Mindy Cohn como Velma.

## Dublagem brasileira
Esta série foi a última da franquia a apresentar os dubladores brasileiros clássicos, pois a partir do episódio 40, foram trocadas as vozes de Scooby-Doo, Salsicha, Velma e Daphne (Orlando Drummond, Mário Monjardim, Nair Amorim e Juraciára Diácovo, respectivamente) por Reginaldo Primo, McKeidy Lisita, Fernanda Baronne e Flávia Saddy, respectivamente.